# Spinus lawrencei
El jilguero de Lawrence o pardillo de Lawrence (Carduelis lawrencei) es una especie de ave paseriforme de la familia Fringillidae propia del suroeste de Norteamérica.
Es un ave migratoria que cría en California y Baja California, se desplaza para pasar el invierno en el suroeste de los Estados Unidos y el noroeste de México.
Estudios recientes han demostrado que el genus spinus fue integrado al genus Carduelis por lo que ahora su nombre es Carduelis lawrencei y así todos los Spinus pasaron a ser Carduelis (Referncia: Antonio Arnaiz-Villena*, Pablo Gomez-Prieto  and Valentin Ruiz-del-Valle 2009, PHYLOGEOGRAPHY OF FINCHES AND SPARROWS Chapter 10. ISBN: 978-1-60741-844-3 In: Animal Genetics, Editor: Leopold J. Rechi © 2009 Nova Science Publishers, Inc.  URL: http://chopo.pntic.mec.es/biolmol.   

## Evolución
Este lúgano es una de las especies parentales existentes de las tres radiaciones evolutivas norteamericanas de Spinus/Carduelis. Es el padre evolutivo del jilguero americano (Carduelis tristis) y del jilguero aliblanco (Carduelis psaltria). Este último se ha extendido hasta el norte de Perú siguiendo la cordillera de los Andes.